# بطولة الفنون القتالية العالمية للوزن الثقيل دبليو دبليو إف
كانت بطولة الفنون القتالية العالمية للوزن الثقيل دبليو دبليو إف بطولة مصارعة محترفة في الوزن الثقيل تابعة لمنظمة وورلد ريسلينغ فيدرايشن (دبليو دبليو إف) ثم بعد ذلك نيو جابان برو ريسلينغ (إن جاي بي دبليو). تأسست البطولة في 18 ديسمبر عام 1978، وقد منحت لعماد منظمة إن جاي بي دبليو أنطونيو إينوكي من قبل فنسنت جاي مكمان، لدى وصول إينوكي إلى أمريكا. اشتهرت البطولة بالتنافس في المباريات التي توصف بأنها معارك مصارعة. صار التنافس على بطولة الفنون القتالية العالمية للوزن الثقيل دبليو دبليو إف حصريًا في إن جاي بي دبليو عام 1985 بعد أن صارت المنظمة غير تابعة لدبليو دبليو إف.
خلال الذكرى الثلاثين لمهنة إينوكي، أنشأت إن جاي بي دبليو "نادي أعظم 18"، وهي قاعة الشهرة. ثم ابتكرت إن جاي بي دبليو بطولةً جديدة، بطولة نادي أعظم 18، والتي كانت تهدف إلى استكمال بطولة الوزن الثقيل آي دبليو جي بي. تم تمثيل بطولة نادي أعظم 18 بحزام بطولة الفنون القتالية العالمية للوزن الثقيل السابق وتم منحها إلى ريكي تشوشو في عام 1990. خسر تشوشو البطولة لذا غريت موتا في عام 1992. لقد ترك موتا البطولة في 23 سبتمبر من ذلك العام، من أجل التركيز على دفاعات لقب بطولة الوزن الثقيل آي دبليو جي بي. تم إلغاء البطولة رسميًا في وقت لاحق من قبل إن جاي بي دبليو.